# 杵一 (危宿)
杵一 （蝎虎座1）是在北天蝎虎座內一顆孤立的恆星。它的視星等為裸眼可見的4.15等。根據依巴谷卫星的測量，這顆恆星的距離為420光年，恆星類型為K3II-III，表明他以演化成巨星。估計它的直徑是太陽的51倍，恆星大氣層的有效溫度是4,350K，使它成為發出橙色色調的K型星 。